# Digitaria heterantha
Digitaria heterantha là một loài thực vật có hoa trong họ Hòa thảo. Loài này được (Hook.f.) Merr. mô tả khoa học đầu tiên năm 1923.